# Postzegelplakker

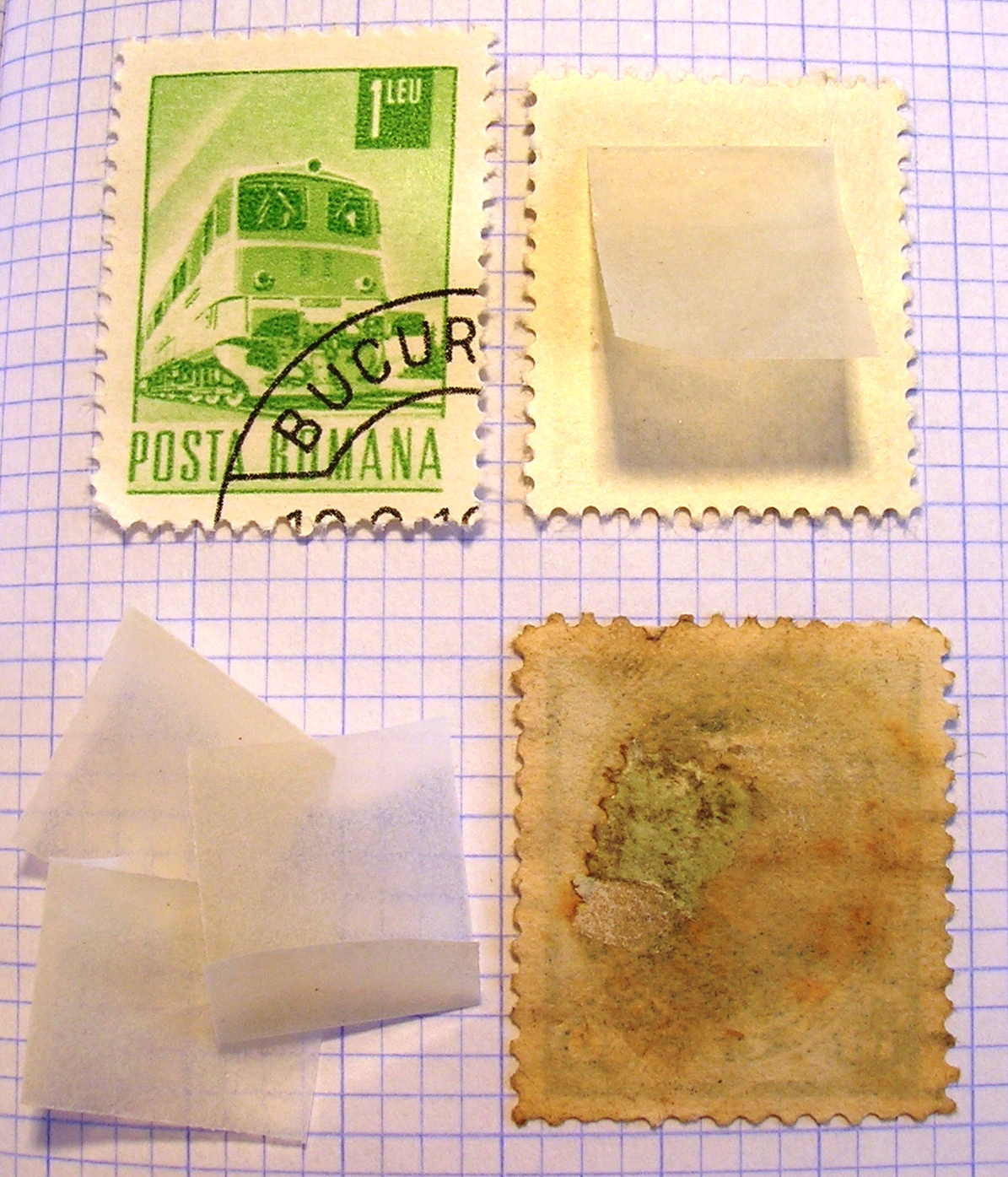
Met de klok mee, vanaf linksboven: met een plakker bevestigde postzegel, een plakker op de achterzijde van een postzegel, schade door postzegelplakker, losse plakkers

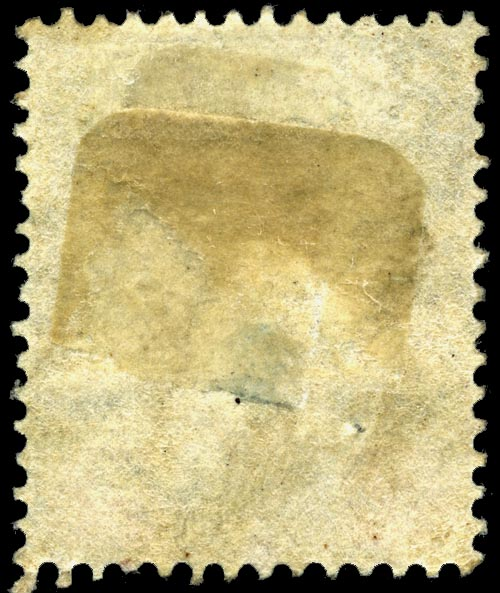
Een postzegel met meervoudige plakkerresten

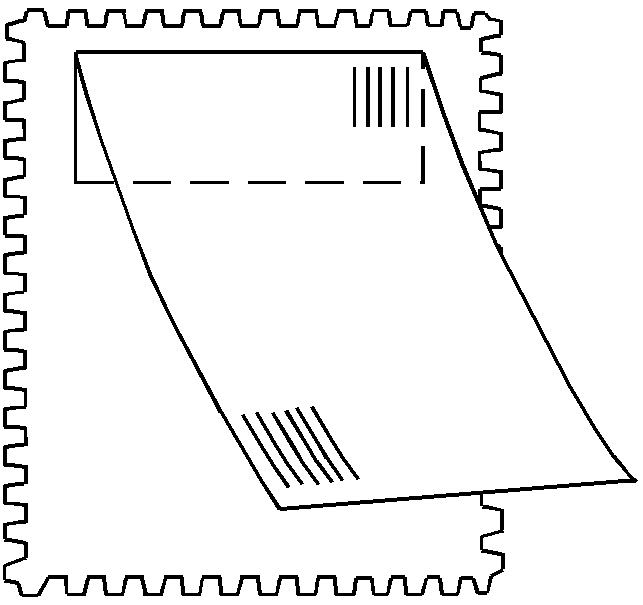
Gebruik van een plakker

Een postzegelplakker of postzegelscharnier kan worden gebruikt om een postzegel in te plakken, bijvoorbeeld in een album, een rondzendboekje of een veilingkavel.

## Werking
Een postzegelplakker is een klein strookje papier waarvan een uiteinde omgevouwen en gegomd is, zodat het aan de achterzijde van de postzegel geplakt kan worden. Het andere uiteinde van het strookje papier kan in een album gelijmd worden. De postzegel bevindt zich dan aan een soort van scharnier, vandaar de naam. Het voordeel van deze wijze van bevestigen is dat ook de achterzijde van de postzegel eenvoudig bekeken kan worden. Een nadeel is, dat de plakker een afdruk achterlaat op de gomlaag op de achterzijde van de postzegel; ook kan de gomlaag of de postzegel zelf beschadigd raken. Postzegelplakkers worden gemaakt van pergamijn.  

## Historisch
Tot 1950 was het gebruikelijk om alle postzegels van een verzameling met plakker in een album te plakken, er was geen andere manier. Voor ongebruikte zegels kwamen daarna klemstroken (Hawidstroken) in gebruik. Omstreeks 1960 was de omslag wel zo'n beetje gemaakt, daarom hebben ongestempelde postzegels met plakker of plakkerrest van na 1940 zelfs geen catalogusnotering meer. Iedereen wil postfrisse zegels, ook van voor 1940, daardoor zijn deze met plakker aanzienlijk minder waard. Het nadeel van Hawidstroken is de kans op uitvallen en zoekraken van de zegels. In de jaren 1970 kwamen er dan ook zogenoemde postfrisplakkers op de markt. Ze zijn op basis van latex, hechten aan de gomzijde van de postzegel en kunnen er zonder sporen na te laten weer worden afgetrokken. Een  nadeel ervan is de grotere kans op beschadiging bij onzorgvuldig gebruik.